# 국제우편
국제우편(國際郵便)은 단일 국가 등에서 지정된 사업체가 다른 지역 간의 우편을 말한다.
국제우편은 국제 연합의 전문 기관으로서 만국 우편 연합이있다. 만국 우편 연합에서는 만국 우편 조약을 비롯한 각종 조약을 채택하고 있으며, 그 조약에 따라 업무가 진행된다. 따라서 국제 우편은 프랑스어 또는 영어가 사용되고 있다.